# Naturwald Waldhaus
Der Naturwald Waldhaus ist ein Naturwald im nördlichen Steigerwald, der sich über eine Fläche von etwa 106 Hektar erstreckt. Das Schutzgebiet liegt im Ebracher Forst, einem gemeindefreien Gebiet im oberfränkischen Landkreis Bamberg. Der Naturwald liegt grob zwischen den Orten Handthal und Ebrach. Ausgewiesen im Jahr 2020, gehört das Waldhaus zu den ökologisch wertvollsten Waldschutzgebieten Bayerns.

## Geographische Lage
Das aus einem Teilbereich bestehende Schutzgebiet liegt an der Westflanke des Mittelgebirges Steigerwald, der mit wenigen Ausnahmen deckungsgleich mit dem Naturpark Steigerwald ist, zwischen dem oberfränkischen Markt Ebrach und dem unterfränkischen Weinort Handthal im Landkreis Bamberg. Es befindet sich im westlichen Teil des Ebracher Forstes und westlich des ehemaligen geschützten Landschaftsbestandteils Hoher Buchener Wald. Das Gebiet liegt vollständig im FFH-Gebiet Buchenwälder und Wiesentäler des Nordsteigerwalds sowie im Vogelschutzgebiet Oberer Steigerwald. Zudem ist das Waldhaus Teil des Naturschutzgebietes Naturwaldreservat Waldhaus mit Feuchtbereich im Handthalgrund. 
Durch den Naturwald fließen zwei namenlose Zuflüsse des Handthaler Grabens. Am östlichen Rand des Waldschutzgebietes befinden sich der Klaupertsbrunnen sowie der Waldhausbrunnen. Die höchste Erhebung im Naturwald ist eine namenlose Kuppe im Nordosten des Schutzgebietes, die eine Höhe von 448 m ü. NHN erreicht. Der niedrigste Punkt liegt ganz im Süden des Gebietes auf einer Höhe von 350 m ü. NHN. Etwa zwei Kilometer östlich befindet sich der Naturwald Brunnstube. Südlich des Naturwaldes befindet sich der Baumwipfelpfad im Radsteinwald.

## Schutzstatus und Einordnung
In Naturwaldreservaten und Naturwäldern wird außer für notwendige Maßnahmen des Waldschutzes und der Verkehrssicherung keine Bewirtschaftung oder Holzentnahme betrieben. Ursprünglich wurde das Gebiet im Jahr 1978 als Naturwaldreservat mit einer Fläche von 10 Hektar ausgewiesen. Im Jahr 1998 wurde das Reservat auf insgesamt 92,4 Hektar erweitert. Die Initiative des Volksbegehren „Artenvielfalt & Naturschönheit in Bayern“ 2019  bewegte die bayerische Staatsregierung dazu, 10 % des Staatswaldes aus der Nutzung zu nehmen. Als Reaktion darauf wurde 2020 die Schutzfläche von 92,8 Hektar auf 106,24 Hektar erweitert. Da sich das Schutzgebiet im Besitz des Freistaats Bayern befindet, wurde diese Fläche wie alle anderen Naturwaldreservate der bayerischen Staatsforsten in das Naturwaldnetzwerk integriert und unterliegt zusätzlich der Schutzkategorie Naturwald.
Der Naturwald Waldhaus ist Teil der bundesweiten Flächenkulisse der natürlichen Waldentwicklung und trägt zum Ziel langfristig fünf Prozent der Wälder aus der Nutzung zu nehmen, bei. International lässt sich das Gebiet schwierig einordnen, da das Gebiet nicht an die IUCN gemeldet und wahrscheinlich auch nicht deren Größenkriterien erfüllt. 

## Schutzgründe
In diesem Naturwaldreservat existieren einige Buchenbestände von uraltem Bestand, die üblicherweise nur in den Urwäldern der Karpaten zu finden sind. Zusätzlich zu diesen Buchenbeständen umfasst das Reservat auch Buchenbestände im Alter zwischen 180 und 200 Jahren. Das Gebiet ist außerdem durch alte Eichen geprägt.
In der Kernzone des Naturwaldreservats wurden eine Vielzahl von Arten nachgewiesen. Die Pilzvielfalt beläuft sich auf insgesamt 407 Arten, gefolgt von 349 Arten an Nachtschmetterlingen und 289 Arten an Xylobionten Käfern. Die dokumentierte Artenvielfalt erstreckt sich auch auf 96 verschiedene Gefäßpflanzen sowie 42 Arten von Wanzen. Unter den erfassten Tieren fanden sich 35 Vogelarten und 23 Arten von Mollusken. Auch kleinere Populationen wie die 16 Arten von Laufkäfern und 15 Arten von Fledermäusen wurden erfasst. Weniger häufig vorkommende Arten wie Regenwürmer (8 Arten), Ameisen (7 Arten) und Weberknechte (7 Arten) wurden ebenfalls identifiziert. Zudem wurden fünf Moosarten und fünf Arten von Kleinsäugern in diesem Gebiet nachgewiesen. Bei Käfer-Kartierungen in deutschen Totalreservaten belegte das Naturwaldreservat Waldhaus den vierten Platz, hinter dem rheinland-pfälzischen Reservat Mummelskopf, dem Reservat Fauler Ort aus Brandenburg und einem mecklenburgischen Reservat. Allein in der 10 Hektar großen Kernzone des Gebiets wurden insgesamt 289 Xylobionten nachgewiesen. Auf der gesamten Reservatsfläche wurden insgesamt 314 Xylobionten gezählt.
Im Reservat wurden verschiedene Tierarten nachgewiesen, die auf der Roten Liste der gefährdeten Tierarten Bayerns aus dem Jahr 2004 stehen. Dazu zählen Euthiconus conicicollis, Neuraphes plicicollis, Hesperus rufipennis, Carphacis striatus, Procraerus tibialis, Denticollis rubens, Triplax lepida, Cryptophagus labilis, Ross-Enicmus atriceps, Mycetophagus fulvicollis, Mycetophagus populi und Cyrtanaspis phalerata. Im Gebiet wurden mehrfach Eremitenkäfer nachgewiesen, die zu den Relikten urtümlicher Wälder gehören. Erstmals wurde diese Art im Jahr 2006 in einer uralten Buche entdeckt. Dieser Erstnachweis des ökologisch bedeutsamen Eremitenkäfers in einem süddeutschen Buchenwald veranlasste eine umfassende Zusammenstellung der käferkundlichen Forschungsergebnisse der letzten 16 Jahre aus den Reservaten Brunnstube und Waldhaus.
In diesem Gebiet sind neben weiteren wichtigen Arten auch das Grüne Besenmoos sowie eine Vielzahl an Vogelarten wie der Mittelspecht, Grauspecht, Halsbandschnäpper, Zwergschnäpper und Hohltaube vertreten. Unter den nachgewiesenen Arten befinden sich auch der Sperlingskauz, Raufußkauz, Wespenbussard und die Waldschnepfe. Zusätzlich sind die Haselmaus, Bechsteinfledermaus, Mopsfledermaus, Steinkrebs und das Bachneunauge in diesem Gebiet vertreten.

## Geschichte
Der Naturwald wurde anfangs im Gegensatz zu den benachbarten Wäldern nur extensiv bewirtschaftet. Die Folge davon waren artenreiche Wälder mit wertvollen Biotopen. Insbesondere blieben Bäume mit Specht- und Faulhöhlen sowie von Zunderschwamm befallene Bäume stehen. Im Vergleich zu den benachbarten Forstämtern, die auf eine intensive Bewirtschaftung setzten, entwickelte der Naturwald dadurch Strukturen, die vielen Arten als Lebensraum dienten. Erwähnenswert ist, dass rund 40 % des Holzvorrats pro Hektar von etwa zwei Dutzend 300-jährigen „Schaufelbuchen“ stammen. Diese alten Bäume wurden zusammen mit 190-jährigen Beständen nicht wie üblich gefällt, sondern wuchsen weiter. Sie sind ein bedeutendes Merkmal in den Naturwaldreservaten Brunnstube und Waldhaus und verleihen diesen eine urwaldähnliche Struktur, die in deutschen Buchenreservaten selten zu finden ist. Diese alten Bäume boten Unterschlupf für Arten wie Holzpilze, Eremitenkäfer, Bechsteinfledermäuse und den Zwergschnäpper, die von modernen Forstpraktiken verdrängt wurden.

## Forschung
Das Waldhaus gilt als der besterforschte Buchenbestand Süddeutschlands, darüber hinaus auch Gesamtdeutschlands. M. Schmitt schrieb im Jahre 1989 seine Diplomarbeit über das damals 10 Hektar große Schutzgebiet an der Forstwirtschaftlichen Fakultät in München. Zwischen 1990 und 1994 führten Wolfgang Helfer und Herr Engel Pilzkartierungen im Naturwaldreservat durch. Auch Fledermausforscher untersuchten dieses Gebiet. Folgende Forscher publizierten über die Kernzone: Schlapp 1981, Weid 1988, Schlapp 1990, Rauh 1991, Schmitt 1992, Wolz 1992, Wolz 1993, Helfer & Blakschke 2003, Müller-Kroehling 2006, Bense 2007, Mueller, Engel & Blaschke 2007, Mueller, Bußler & Kneib 2007, Mueller, Bußler, & Kneib 2008, Gossner 2013. Der Naturwald zählt aufgrund zu seiner hohen ökologischen Bedeutung zu den 22 bayerischen Hotspot-Gebieten für Totholzkäfer, die als Relikte aus alten Wäldern gelten.